# Benson Henderson
Benson Henderson (Colorado Springs, 16 november 1983) is een Amerikaans voormalig MMA-vechter. Hij was van februari 2012 tot augustus 2013 UFC-wereldkampioen in het lichtgewicht (tot 70 kilo). Hij was in 2010 ook elf maanden titelhouder in deze gewichtsklasse bij World Extreme Cagefighting (WEC).

## Carrière
Henderson is een zoon van een Koreaans-Amerikaanse moeder en een Afro-Amerikaanse vader. Hij heeft een achtergrond in taekwondo en ging tijdens zijn middelbareschooltijd ook worstelen. Henderson debuteerde in november 2006 in MMA. Hij boekte die dag een overwinning op Dan Gregary, die hij in de eerste ronde met stoten tot submissie dwong. Nadat hij ook zijn tweede gevecht in de eerste ronde besliste (technische knock-out, TKO), liep hij in maart 2007 tegen zijn eerste nederlaag aan. Rocky Johnson beëindigde hun gevecht die dag in 46 seconden door Henderson in een verwurging te nemen (anaconda choke).

### WEC
Na zeven zeges in zijn eerste acht MMA-partijen, debuteerde Henderson in januari 2009 onder de vlag van World Extreme Cagefighting (WEC). Hier zette hij zijn reeks overwinningen voort en greep hij op 10 januari 2010 de WEC-titel in het lichtgewicht. Hij versloeg die dag Jamie Varner door middel van submissie (guillotine choke) Het lukte hem één keer om het kampioenschap te verdedigen, tegen Donald Cerrone (submissie). Anthony Pettis nam Henderson in december 2010 de WEC-titel af op basis van een unanieme jurybeslissing, zijn tweede nederlaag in veertien partijen.

### UFC
De dag waarop Henderson zijn titel verloor, was de laatste in het bestaan van de WEC. Dat ging daarna op in de UFC. Hij debuteerde zelf in april 2011 voor zijn nieuwe werkgever met een overwinning op Mark Bocek (unanieme jurybeslissing). Nadat hij vervolgens ook Jim Miller en Clay Guida versloeg, mocht hij in februari 2012 voor de UFC-wereldtitel lichtgewicht vechten tegen regerend kampioen Frankie Edgar. Henderson won na vijf ronden van vijf minuten door middel van een unanieme jurybeslissing. Tijdens een rematch tussen de twee zes maanden later viel de jurybeslissing weer in zijn voordeel uit, zij het nu niet unaniem. Henderson verdedigde de UFC-titel daarna nog twee keer met succes. Hij won van Nate Diaz middels een unanieme jurybeslissing en van voormalig WEC- en Strikeforce-kampioen Gilbert Melendez op basis van een verdeelde jurybeslissing. Het was opnieuw Pettis die hem 31 augustus 2013 ook deze titel afnam (submissie als gevolg van een armklem).
Henderson vocht na het verlies van zijn titel nog zes partijen voor de UFC. Daarvan won hij er vier, onder meer van voormalig Strikeforce-kampioen Josh Thomson (verdeelde jurybeslissing) en tijdens zijn eerste gevecht in het weltergewicht (tot 77 kilo) van Brandon Thatch (submissie). Tegen Rafael dos Anjos ging Henderson in augustus 2013 voor het eerst in zijn carrière knock-out, halverwege de eerste ronde van hun gevecht, Daarna bezorgde Cerrone hem eveneens voor het eerst een tweede nederlaag op rij.

### Bellator
Henderson maakte in februari 2016 bekend dat hij de UFC verliet en overstapte naar Bellator MMA. Hier debuteerde hij in april van dat jaar in direct een gevecht om de Bellator-titel in het weltergewicht (tot 77 kilo). Regerend kampioen Andrey Koreshkov versloeg hem middels een unanieme jurybeslissing. Henderson keerde daarop terug naar het lichtgewicht en nam het daarin op 26 augustus 2016 op tegen voormalig Bellator-kampioen vedergewicht (tot 66 kilo) Patrício Freire. Hij versloeg de Braziliaan halverwege de tweede ronde middels TKO doordat die opgaf met een gebroken kuitbeen. Daarop mocht hij op 19 november 2016 vechten om de Bellator-titel in het lichtgewicht, tegen regerend kampioen Michael Chandler. Die versloeg hem door middel van een verdeelde jurybeslissing.